# Clerence Chyntia Audry
Clerence Chyntia Audry, née le 18 juin 1994 à Bekasi et mort le 18 octobre 2022 à Jakarta, est une actrice indonésienne.

## Biographie
Clerence Chyntia Audry est née le 18 juin 1994 à Bekasi, d'Edy Soeripto et de Wenny binti Sarni. Elle avait une sœur aînée, Windy Vanholme. Clerence a épousé Rio Alief, membre supplémentaire de Noah, dans la région de Pancar Mountain à Bogor, le 6 novembre 2020.

## Maladie et décès
Clerence a reçu un diagnostic de cancer en février 2022,. En deux mois, le cancer a atteint le stade quatre. En mai 2022, Clérence a annoncé sur son compte Instagram qu'elle suivait un traitement médical.
Clerence est décédé à l'hôpital Dr Cipto Mangunkusumo de Senen, centre de Jakarta, le 18 octobre 2022 des suites d'un cancer qui a été découvert plus tard comme un angiosarcome à l'âge de 28 ans.
Ses funérailles ont eu lieu à TPU Jombang, South Tangerang, le même jour.